# Gran Premio di Abu Dhabi 2009
Il Gran Premio di Abu Dhabi è stato l'ultimo Gran Premio della stagione 2009 di Formula 1. La gara si è disputata il 1º novembre presso il circuito di Yas Marina che sorge sull'omonima isola del Golfo Persico. La gara è stata vinta dal tedesco Sebastian Vettel su Red Bull-Renault, davanti al compagno di squadra Mark Webber e a Jenson Button su Brawn-Mercedes.
Questa gara rappresenta anche l'ultima apparizione in F1 per Giancarlo Fisichella e Kazuki Nakajima tra i piloti, e per la Toyota, la BMW Sauber e la Brawn tra i team. Inoltre, è stato anche l'ultimo gran premio in cui si effettuano dei pit stop per rifornire e anche per le strategie usate in Q3 per la prima frazione di gara. Dall'anno successivo, le vetture avranno il carburante necessario per effettuare tutto il gran premio.

## Vigilia

### Sviluppi per il 2010
Il 23 ottobre Todt viene eletto nuovo presidente della FIA. L'ex dirigente di Peugeot e Ferrari ha ottenuto 135 voti contro i 49 dello sfidante, l'ex rallista ed europarlamentare Vatanen.
La Williams sigla un accordo con il Qatar Science & Technology Park (QSTP), per la creazione nel paese mediorientale del nuovo Williams Technology Center (WTC). È la prima volta che una struttura di questo tipo di una scuderia di F1 ha sede fuori dall'Europa. Il team di Grove annuncia anche che per la stagione 2010 utilizzerà motori Cosworth.
Viene ufficializzato l'ingaggio di Bruno Senna quale pilota titolare della HRT (Hispania Racing Team Cosworth) per la stagione 2010.

### Aspetti tecnici
Il 28 agosto 2009 viene annunciato che l'orario di partenza viene spostato alle 17:00 in modo da venire incontro alle esigenze del pubblico europeo. Così facendo la gara inizierà con il sole per terminare dopo il tramonto sotto i riflettori.
La Bridgestone, fornitore unico degli pneumatici, porta per il gran premio coperture di tipo medio e di tipo morbido.

### Cambiamenti nei piloti
Kobayashi viene confermato alla guida della Toyota in quanto perdura la situazione fisica non ottimale di Glock.
Per molto tempo era stata ventilata la possibilità che il campione mondiale di rally, il francese Loeb, potesse prendere parte al gran premio al volante di una Toro Rosso. L'alsaziano si era anche impegnato in dei test con delle vetture di GP2 del David Price Racing. La negazione della superlicenza da parte della FIA hanno fatto cadere questa possibilità.

## Prove
Nella prima sessione del venerdì si è avuta questa situazione:
| Pos | N  | Pilota           | Squadra-Motore   | Tempo    | Gap    | Giri |
| --- | -- | ---------------- | ---------------- | -------- | ------ | ---- |
| 1   | 1  | Lewis Hamilton   | McLaren-Mercedes | 1'43"939 |        | 18   |
| 2   | 22 | Jenson Button    | Brawn-Mercedes   | 1'44"035 | +0"096 | 20   |
| 3   | 15 | Sebastian Vettel | RBR-Renault      | 1'44"153 | +0"214 | 28   |

Nella seconda sessione del venerdì si è avuta questa situazione:
| Pos | N  | Pilota            | Squadra-Motore   | Tempo    | Gap    | Giri |
| --- | -- | ----------------- | ---------------- | -------- | ------ | ---- |
| 1   | 2  | Heikki Kovalainen | McLaren-Mercedes | 1'41"307 |        | 35   |
| 2   | 1  | Lewis Hamilton    | McLaren-Mercedes | 1'41"504 | +0"197 | 34   |
| 3   | 22 | Jenson Button     | Brawn-Mercedes   | 1'41"541 | +0"234 | 39   |

Nella sessione del sabato mattina si è avuta questa situazione:
| Pos | N  | Pilota             | Squadra-Motore   | Tempo    | Gap    | Giri |
| --- | -- | ------------------ | ---------------- | -------- | ------ | ---- |
| 1   | 22 | Jenson Button      | Brawn-Mercedes   | 1'40"625 |        | 21   |
| 2   | 1  | Lewis Hamilton     | McLaren-Mercedes | 1'40"627 | +0"002 | 18   |
| 3   | 23 | Rubens Barrichello | Brawn-Mercedes   | 1'40"907 | +0"282 | 20   |

## Qualifiche
Nella sessione di qualificazione si è avuta questa situazione:
| Pos | N° | Pilota               | Costruttore          | Q1       | Q2       | Q3       | Griglia | Massa |
| --- | -- | -------------------- | -------------------- | -------- | -------- | -------- | ------- | ----- |
| 1   | 1  | Lewis Hamilton       | McLaren-Mercedes     | 1'39"873 | 1'39"695 | 1'40"948 | 1       | 658,5 |
| 2   | 15 | Sebastian Vettel     | RBR-Renault          | 1'40"666 | 1'39"984 | 1'41"615 | 2       | 663   |
| 3   | 14 | Mark Webber          | RBR-Renault          | 1'40"667 | 1'40"272 | 1'41"726 | 3       | 660   |
| 4   | 23 | Rubens Barrichello   | Brawn-Mercedes       | 1'40"574 | 1'40"421 | 1'41"786 | 4       | 655   |
| 5   | 22 | Jenson Button        | Brawn-Mercedes       | 1'40"378 | 1'40"148 | 1'41"892 | 5       | 657   |
| 6   | 9  | Jarno Trulli         | Toyota               | 1'40"517 | 1'40"373 | 1'41"897 | 6       | 661   |
| 7   | 5  | Robert Kubica        | BMW Sauber           | 1'40"520 | 1'40"545 | 1'41"992 | 7       | 654,5 |
| 8   | 6  | Nick Heidfeld        | BMW Sauber           | 1'40"558 | 1'40"635 | 1'42"343 | 8       | 664   |
| 9   | 16 | Nico Rosberg         | Williams-Toyota      | 1'40"842 | 1'40"661 | 1'42"583 | 9       | 665   |
| 10  | 12 | Sébastien Buemi      | STR-Ferrari          | 1'40"908 | 1'40"430 | 1'42"713 | 10      | 661,5 |
| 11  | 4  | Kimi Räikkönen       | Ferrari              | 1'41"100 | 1'40"726 |          | 11      | 692   |
| 12  | 10 | Kamui Kobayashi      | Toyota               | 1'41"035 | 1'40"777 |          | 12      | 694,3 |
| 13  | 2  | Heikki Kovalainen    | McLaren-Mercedes     | 1'40"808 | 1'40"983 |          | 18      | 697   |
| 14  | 17 | Kazuki Nakajima      | Williams-Toyota      | 1'41"096 | 1'41"148 |          | 13      | 704   |
| 15  | 11 | Jaime Alguersuari    | STR-Ferrari          | 1'41"503 | 1'41"689 |          | 14      | 696,5 |
| 16  | 7  | Fernando Alonso      | Renault              | 1'41"667 |          |          | 15      | 708,3 |
| 17  | 21 | Vitantonio Liuzzi    | Force India-Mercedes | 1'41"701 |          |          | 16      | 695   |
| 18  | 20 | Adrian Sutil         | Force India-Mercedes | 1'41"863 |          |          | 17      | 696   |
| 19  | 8  | Romain Grosjean      | Renault              | 1'41"950 |          |          | 19      | 710,8 |
| 20  | 3  | Giancarlo Fisichella | Ferrari              | 1'42"184 |          |          | 20      | 692,5 |

La McLaren domina le prove ufficiali, le Red Bull sono 2ª e 3ª, le Brawn non si qualificavano alla 4ª e 5ª posizione dal terzo Gran Premio della stagione, le Ferrari si qualificano male, rispettivamente 11ª e ultima.

## Gara

### Resoconto
Al via i piloti di testa mantengono le proprie posizioni. Barrichello urta leggermente Webber danneggiando lievemente l'alettone anteriore. Nonostante il danno il pilota brasiliano non ha bisogno di sostituirlo. I piloti di testa hanno tutti una strategia di due soste ai box mentre gli altri sono su una sosta. Dopo la prima sosta Hamilton accusa un problema al freno posteriore destro ed è costretto a ritirarsi. Intanto Button supera il proprio compagno di squadra Barrichello. Con il secondo treno di gomme Vettel riesce a tenere un ritmo superiore a quello del suo compagno di squadra Webber e riesce a distanziarlo. Dopo l'unica sosta ai box Kovalainen riesce a sopravanzare Räikkönen, nonostante la strategia i due finlandesi restano lontani dalla zona punti lasciando la situazione invariata per quanto riguarda la lotta per il terzo posto nel mondiale costruttori. Prima di effettuare la sua unica sosta il debuttante Kobayashi ravviva la gara con un sorpasso sul neocampione del mondo Button. Quest'ultimo, dopo la seconda sosta, riesce a raggiungere Webber innescando una lotta serrata per il secondo gradino del podio. Nonostante i numerosi attacchi nel corso dell'ultimo giro il pilota australiano riesce a conservare la seconda posizione regalando alla Red Bull la quarta doppietta stagionale. Con la sesta posizione Kobayashi raccoglie i primi punti in carriera.

### Risultati
I risultati del gran premio sono stati i seguenti:
| Pos | N° | Pilota               | Costruttore          | Giri | Tempo/Ritiro | Griglia | Punti |
| --- | -- | -------------------- | -------------------- | ---- | ------------ | ------- | ----- |
| 1   | 15 | Sebastian Vettel     | RBR-Renault          | 55   | 1h34'03"414  | 2       | 10    |
| 2   | 14 | Mark Webber          | RBR-Renault          | 55   | +17"857      | 3       | 8     |
| 3   | 22 | Jenson Button        | Brawn-Mercedes       | 55   | +18"467      | 5       | 6     |
| 4   | 23 | Rubens Barrichello   | Brawn-Mercedes       | 55   | +22"735      | 4       | 5     |
| 5   | 6  | Nick Heidfeld        | BMW Sauber           | 55   | +26"253      | 8       | 4     |
| 6   | 10 | Kamui Kobayashi      | Toyota               | 55   | +28"343      | 12      | 3     |
| 7   | 9  | Jarno Trulli         | Toyota               | 55   | +34"366      | 6       | 2     |
| 8   | 12 | Sébastien Buemi      | STR-Ferrari          | 55   | +41"294      | 10      | 1     |
| 9   | 16 | Nico Rosberg         | Williams-Toyota      | 55   | +45"941      | 11      |       |
| 10  | 5  | Robert Kubica        | BMW Sauber           | 55   | +48"180      | 7       |       |
| 11  | 2  | Heikki Kovalainen    | McLaren-Mercedes     | 55   | +52"798      | 18      |       |
| 12  | 4  | Kimi Räikkönen       | Ferrari              | 55   | +54"317      | 11      |       |
| 13  | 17 | Kazuki Nakajima      | Williams-Toyota      | 55   | +59"839      | 13      |       |
| 14  | 7  | Fernando Alonso      | Renault              | 55   | +1'09"687    | 15      |       |
| 15  | 21 | Vitantonio Liuzzi    | Force India-Mercedes | 55   | +1'34"450    | 16      |       |
| 16  | 3  | Giancarlo Fisichella | Ferrari              | 54   | +1 giro      | 20      |       |
| 17  | 20 | Adrian Sutil         | Force India-Mercedes | 54   | +1 giro      | 17      |       |
| 18  | 8  | Romain Grosjean      | Renault              | 54   | +1 giro      | 19      |       |
| Rit | 1  | Lewis Hamilton       | McLaren-Mercedes     | 20   | Freni        | 1       |       |
| Rit | 11 | Jaime Alguersuari    | STR-Ferrari          | 18   | Trasmissione | 14      |       |

## Classifiche Mondiali

### Piloti
| Pos | Pilota               | Punti |
| --- | -------------------- | ----- |
| 1   | Jenson Button        | 95    |
| 2   | Sebastian Vettel     | 84    |
| 3   | Rubens Barrichello   | 77    |
| 4   | Mark Webber          | 69,5  |
| 5   | Lewis Hamilton       | 49    |
| 6   | Kimi Räikkönen       | 48    |
| 7   | Nico Rosberg         | 34,5  |
| 8   | Jarno Trulli         | 32,5  |
| 9   | Fernando Alonso      | 26    |
| 10  | Timo Glock           | 24    |
| 11  | Felipe Massa         | 22    |
| 12  | Heikki Kovalainen    | 22    |
| 13  | Nick Heidfeld        | 19    |
| 14  | Robert Kubica        | 17    |
| 15  | Giancarlo Fisichella | 8     |
| 16  | Sébastien Buemi      | 6     |
| 17  | Adrian Sutil         | 5     |
| 18  | Kamui Kobayashi      | 3     |
| 19  | Sébastien Bourdais   | 2     |

### Costruttori
| Pos | Team                 | Punti |
| --- | -------------------- | ----- |
| 1   | Brawn-Mercedes       | 172   |
| 2   | RBR-Renault          | 153,5 |
| 3   | McLaren-Mercedes     | 71    |
| 4   | Ferrari              | 70    |
| 5   | Toyota               | 59,5  |
| 6   | BMW Sauber           | 36    |
| 7   | Williams-Toyota      | 34,5  |
| 8   | Renault              | 26    |
| 9   | Force India-Mercedes | 13    |
| 10  | STR-Ferrari          | 8     |